# Lyngby Volley
Lyngby Volley est un club danois de volley-ball basé à Lyngby-Taarbæk, évoluant pour la saison 2019-2020 en 2. division kvinder.

## Palmarès
- Championnat du Danemark
  - Vainqueur : 2005.
  - Finaliste : 2007, 2015.
- Coupe du Danemark
  - Vainqueur : 2004.
  - Finaliste : 2007.

## Effectifs

### Saison 2015-2016
| No                                              | Nom                                             | Date de naissance                               | Taille                         | Poids                          | Poste                          |
| ----------------------------------------------- | ----------------------------------------------- | ----------------------------------------------- | ------------------------------ | ------------------------------ | ------------------------------ |
| 1                                               | Ijeoma Moronu                                   | 7 septembre 1989                                | 176                            | 69                             | Passeuse                       |
| 4                                               | Stephanie Steinbüchel Dahl                      | 28 août 1996                                    | 166                            | 60                             | Libero                         |
| 5                                               | Christine Lammert Hartmann                      | 28 juillet 1997                                 | 176                            |                                | Réceptionneuse-attaquante      |
| 6                                               | Hanna Svensson                                  | 2 janvier 1997                                  | 179                            |                                | Réceptionneuse-attaquante      |
| 8                                               | Maria Frahm Bjørn                               | 9 juin 1993                                     | 180                            |                                | Réceptionneuse-attaquante      |
| 9                                               | Deprece Washington                              | 14 septembre 1991                               | 181                            |                                | Centrale                       |
| 10                                              | Jamie Stancliff                                 | 22 mai 1990                                     | 183                            |                                | Réceptionneuse-attaquante      |
| 12                                              | Nikoline Maria Mogensen                         | 13 mars 1996                                    | 175                            | 57                             | Passeuse                       |
| 15                                              | Sarah Fredriksen                                | 5 février 1995                                  | 176                            |                                | Centrale                       |
| 17                                              | Amanda Brown                                    | 16 septembre 1993                               | 185                            |                                | Centrale                       |
|                                                 |                                                 |                                                 |                                |                                |                                |
| Encadrement technique                           | Encadrement technique                           |                                                 | Légende                        | Légende                        | Légende                        |
| Entraîneur : Fred Sturm                         | Entraîneur : Fred Sturm                         | Entraîneur : Fred Sturm                         | : Capitaine                    | : Capitaine                    | : Capitaine                    |
| Entraîneur(s) adjoint(s) : Halla Sigurðardóttir | Entraîneur(s) adjoint(s) : Halla Sigurðardóttir | Entraîneur(s) adjoint(s) : Halla Sigurðardóttir | : Joueuse blessée actuellement | : Joueuse blessée actuellement | : Joueuse blessée actuellement |